# Joniny Duże
Joniny Duże (dodatkowa nazwa w j. kaszub. Wiôldżé Jóninë) – mała osada kaszubska w Polsce, położona w województwie pomorskim, w powiecie kościerskim, w gminie Karsin.
Osada  na obszarze Wdzydzkiego Parku Krajobrazowego, w kompleksie leśnym Borów Tucholskich, nad wschodnim brzegiem jeziora Zmarłe Małe. Osada jest częścią składową sołectwa Przytarnia.
W latach 1975–1998 miejscowość należała administracyjnie do województwa gdańskiego.